# 5401 Мінаміода
5401 Мінаміода (5401 Minamioda) — астероїд головного поясу, відкритий 6 березня 1989 року.
Тіссеранів параметр щодо Юпітера — 3,288.